# Гілмен-Сіті (Міссурі)
Гілмен-Сіті (англ. Gilman City) — місто (англ. city) в США, в округах Гаррісон і Девісс штату Міссурі. Населення — 329 осіб (2020).

## Географія
Гілмен-Сіті розташований за координатами 40°7′52″ пн. ш. 93°52′26″ зх. д. / 40.13111° пн. ш. 93.87389° зх. д. (40.131212, -93.873915).  За даними Бюро перепису населення США в 2010 році місто мало площу 2,18 км², уся площа — суходіл.

## Демографія
Згідно з переписом 2010 року, у місті мешкали 383 особи в 156 домогосподарствах у складі 108 родин. Густота населення становила 176 осіб/км².  Було 196 помешкань (90/км²).
Расовий склад населення:
| - 99,5 % — білих |

До двох чи більше рас належало 0,5 %. Частка іспаномовних становила 0,8 % від усіх жителів.
За віковим діапазоном населення розподілялося таким чином: 26,1 % — особи молодші 18 років, 59,3 % — особи у віці 18—64 років, 14,6 % — особи у віці 65 років та старші. Медіана віку мешканця становила 35,6 року. На 100 осіб жіночої статі у місті припадало 95,4 чоловіків;  на 100 жінок у віці від 18 років та старших — 96,5 чоловіків також старших 18 років.
Середній дохід на одне домашнє господарство  становив 59 347 доларів США (медіана — 37 857), а середній дохід на одну сім'ю — 73 887 доларів (медіана — 44 750). За межею бідності перебувало 21,2 % осіб, у тому числі 23,4 % дітей у віці до 18 років та 8,5 % осіб у віці 65 років та старших.
Цивільне працевлаштоване населення становило 178 осіб. Основні галузі зайнятості: виробництво — 24,7 %, освіта, охорона здоров'я та соціальна допомога — 18,0 %, мистецтво, розваги та відпочинок — 10,7 %, роздрібна торгівля — 9,6 %.